# Saulx-Marchais
Saulx-Marchais település Franciaországban, Yvelines megyében. Lakosainak száma 956 fő (2022. január 1.). Saulx-Marchais Marcq, Auteuil, Beynes és Vicq községekkel határos.

## Népesség
A település népessége az elmúlt években az alábbi módon változott:
| Lakosok száma | 915  | 915  | 954  | 937  | 946  | 957  | 961  | 965  | 956  |
|               | 2013 | 2015 | 2016 | 2017 | 2018 | 2019 | 2020 | 2021 | 2022 |